# 미즈 나츠키
미즈 나츠키(일본어: 水 夏希, 1972년 8월 16일 ~ ) 또는 본명 마스다 치카(増田千佳)는 지바현 지바시 출신의 다카라즈카 가극단 유키구미 주연남역 출신 배우이다.
치바현립 치바여자고등학교 출신. 혈액형 A형, 공칭신장 169cm. 애칭은 「미즈」「치카」「나츠키」.